# S. Reese Machine Tool Works
S. Reese Machine Tool Works war ein US-amerikanischer Hersteller von Fahrzeugen. Eine andere Quelle verwendet die Schreibweise S. Reese Machine & Tool Works. Außerdem wird die Reese Bicycle Works für die Fahrradherstellung genannt.

## Unternehmensgeschichte
Sephaniah Reese gründete 1888 das Unternehmen in Plymouth in Pennsylvania. Er stellte Fahrräder her, die als Reese und Shawnee vermarktet wurden. 1884 begannen die Arbeiten an einem Automobil, das 1887 oder 1888 fertig war. Weiterentwicklungen zogen sich bis 1899 hin. Bis 1904 verkaufte er einige Automobile. Der Markenname lautete Reese.
Außerdem entstanden Otto-, Elektro- und Dampfmotoren, Kraftübertragungen und weitere Teile für Fahrzeuge. Reese betrieb auch die erste Tankstelle in der Gegend und vertrieb Fahrzeuge von Abbott-Detroit, Cadillac, Lambert, Regal und Schacht. Während des Ersten Weltkriegs und des Zweiten Weltkriegs stellte Reese Teile für das Militär her. 1944 starb Sephaniah Reese. Seine Söhne führten das Unternehmen bis zur Auflösung 1970.

## Fahrzeuge
Das erste Fahrzeug war ein Dreirad mit vorderem Einzelrad. Der Motor trieb die Hinterachse an. Der originale Motor ist nicht bekannt. Vor 1899 wurde ein Einzylindermotor eingebaut, der als Typ De Dion-Bouton beschrieben wird, und möglicherweise von der Lowell Motor Company hergestellt wurde. Gelenkt wurde mit einem Lenkhebel. Dieses Fahrzeug stand bis zur Geschäftsaufgabe im Schaufenster des Unternehmens und befindet sich seitdem bei einem Sammler. Allerdings gibt es auch Hinweise darauf, dass es sich dabei nicht um das erste Fahrzeug handelt, sondern um ein späteres von etwa 1899.
Über die folgenden Fahrzeuge ist nichts bekannt.